# Calaf
Calaf è un comune spagnolo di 2 975 abitanti situato nella comunità autonoma della Catalogna.